# 4335 Верона
4335 Верона (4335 Verona) — астероїд головного поясу, відкритий 1 листопада 1983 року.
Тіссеранів параметр щодо Юпітера — 3,623.